# Glenea intermixta
Glenea intermixta é uma espécie de escaravelho da família Cerambycidae. Foi descrito por Per Olof Christopher Aurivillius em 1926.

## Subespécie
- Glenea intermixta indiscalis Breuning, 1956
- Glenea intermixta intermixta Aurivillius, 1926